# Піза (провінція)
Провінція Піза (італ. Provincia di Pisa) — провінція в Італії, у регіоні Тоскана. 
Площа провінції — 2 444 км², населення — 420 605 осіб.
Столицею провінції є місто Піза.

## Географія
Межує на півночі з провінцією Лукка, на сході з провінцією Флоренція і провінцією Сьєна, на півдні з провінцією Гроссето, на заході з провінцією Ліворно і з Лігурійським морем.

## Основні муніципалітети
Найбільші за кількістю мешканців муніципалітети (ISTAT):
- Піза - 88.363 осіб
- Кашина - 41.706 осіб
- Сан-Джуліано-Терме - 30.330 осіб
- Понтедера - 28.232 осіб
- Сан-Мініато - 27.772 осіб